# Bojan Nastić
Bojan Nastić (Vlasenica, 6 de julio de 1994) es un futbolista bosnio que juega en la demarcación de defensa para el Wisła Płock de la I Liga de Polonia.

## Selección nacional
Tras jugar con la selección de fútbol sub-17 de Serbia, la sub-21 y con la sub-23, finalmente, y tras decidir jugar con Bosnia y Herzegovina debutó con la selección absoluta el 28 de mayo de 2018. Lo hizo en un partido amistoso contra Montenegro que finalizó con un resultado de empate a cero.

## Clubes
| Club                    | País        | Año       | Partidos | Goles |
| ----------------------- | ----------- | --------- | -------- | ----- |
| F. K. Vojvodina         | Serbia      | 2012-2016 | 105      | 2     |
| K. R. C. Genk           | Bélgica     | 2016-2019 | 54       | 0     |
| K. V. Oostende (cedido) | Bélgica     | 2019      | 12       | 1     |
| K. R. C. Genk           | Bélgica     | 2019      | 0        | 0     |
| F. C. BATE Borisov      | Bielorrusia | 2019-2021 | 34       | 1     |
| Jagiellonia Białystok   | Polonia     | 2021-2024 | 70       | 1     |
| Wisła Płock             | Polonia     | 2024-     | 27       | 0     |

## Palmarés

### Campeonatos nacionales
| Título               | Club                  | País        | Año  |
| -------------------- | --------------------- | ----------- | ---- |
| Copa de Serbia       | F. K. Vojvodina       | Serbia      | 2014 |
| Supercopa de Bélgica | K. R. C. Genk         | Bélgica     | 2019 |
| Copa de Bielorrusia  | F. C. BATE Borisov    | Bielorrusia | 2020 |
| Ekstraklasa          | Jagiellonia Białystok | Polonia     | 2024 |